# Тена (Marvel Comics)
Тена / Фина (англ. Thena), урождённая Азура (англ. Azura) — персонаж, появляющийся в американских комиксах издательства Marvel Comics. Она является одной из Вечных, расы сверхлюдей во вселенной Marvel. Впервые Тена появилась в серии комиксов «Вечные» 1976–1978 годов. Она также состояла в супергеройской команде Герои по найму.
Анджелина Джоли исполняет роль Фины в фильме киновселенной Marvel «Вечные» (2021).

## История публикаций
Тена впервые появилась в комиксе «Вечные» №5 (ноябрь 1976 года).
Последовательность событий в Marvel Comics позже была переписана, так что героиня, представленная как мифологическая богиня Минерва в комиксе «Red Raven Comics» №1 (август 1940 года), на самом деле оказалась Теной.
Тена появилась затем в серии «Вечные. Часть 1», написанной Джеком Кирби, а затем в выпусках №291–301 сюжетной линии «Тор».
Она стала одним из центральных персонажей линейки комиксов «Вечные. Том 2» 1985 года, написанной Питером Б. Гиллисом и зарисовщиком Салом Бушемой, а также в единичном комиксе «Вечные: Фактор Ирода» №1 в 1991 году.

## Биография

### Древность
Тена родилась в городе Олимпия в Древней Греции и, таким образом, является одной из Вечных Олимпии. Первоначально её звали Азура. Но в те времена необходимо было подписать договор между олимпийскими богами и Вечными. Поэтому отец Азуры, Зурас, поменял дочери имя, чтобы оно напоминало имя дочери Зевса Афины (римское имя Минерва). Договор был подписан: по нему Вечные стали представителями богов на Земле, а Тена стала личной представительницей Афины. Из-за этого её часто принимали и за Афину, и за Минерву. По-видимому, город Афины был построен в честь Тены, а не в честь Афины, хотя позже Тена позволила завоевать его спартанцам в 404 г. до нашей эры.
Тена в дальнейшем стала учёной и воительницей. 25000 лет назад в Вавилоне она столкнулась с Девиантом Кро. У него был шанс убить её, но Кро этого не сделал; напротив, с годами они становились всё ближе друг к другу. Во время войны во Вьетнаме Тена забеременела от Кро близнецами. Вечная поместила зародыши в утробу мисс Риттер, бесплодной женщины, которая вырастила их как собственных детей, Дональда и Дебору.

### Новое время
В последнее столетие Вечные и Девианты раскрыли своё присутствие человечеству. Когда военачальник Кро повел свои войска в атаку на Нью-Йорк, Тена выступила против него, чтобы помочь спасти Серси. Тена воссоединилась с Кро и публично объявила себя Вечной. Кро объявил о перемирии. Он привёз Тену в город Лемурия, населённый Девиантами, и попытался возобновить отношения с ней. Однако Тена был в ужасе от обычаев Девиантов, включая массовые убийства несогласных. Тена познакомилась с Братом Тодом, предводителем Девиантов. Один из местных гладиаторов, Каркас, предложил Тене убежище и свою защиту в Лемурии и убедил её бежать из города. Вскоре Тена вместе с другими Вечными создала Единый Разум, чтобы решить, что делать с кризисом Целестиалов. Совместно с Каркасом и Рэнсаком она сражалась против Закки и Тутинакса. Тена стала союзницей Тора, а затем билась с Афиной во время сражения олимпийских богов и Вечных.
Высшие Девианты захватили её и остальных Вечных в плен, но их спас Железный человек (Джеймс Роудс). С Теной связался дух её отца, который предложил Вечным отправиться в космос. Затем она снова созвала Единый Разум для решения этого вопроса и сражалась вместе со Мстителями против Водоворота. Единый Разум решил оставить Тену на Земле. После смерти Зураса и последующего ухода большинства Вечных Земли, Тена стала Верховной Вечной (лидером Вечных Земли). Но она сильно переживала из-за смерти отца, к тому же Кро встроил в неё одну из «мозговых мин». В новом конфликте с Девиантами Тена снова встретилась с Кро и помогла ему вырваться из-под контроля Верховного Жреца Гаура. Тена помешала другим Вечным напасть на Кро и вступила в бой с Икарисом, чтобы спасти жизнь Кро. Позже Тена отказалась от своего титула в пользу Икариса и была изгнана. Гаур захватил её и Кро в плен и попутно деактивировал «мозговую мину» внутри её тела. Когда Тена узнала об этом, она была в ярости на Кро. Вместе с Вечными, Тором и Мстителями Западного побережья Тена сражалась с Гауром.
Некоторое время спустя обезумевший доктор Дамиан с помощью технологий Целестиалов превратил Аджака в монстра и послал его убить детей Тены и Кро, Дональда и Дебору. Изуродованный Аджак убил множество пар близнецов. После того, как Вечные вернули Аджаку его прежний вид, убитый горем из-за совершённых деяний, Аджак покончил с собой, убив и самого доктора Дамиана. Тена воссоединилась со своими детьми и Кро, создав настоящую семью. Затем Тена послала Гильгамеша на помощь Мстителям, а позже помогла группе супергероев в борьбе с Проктором и его Собирателями. Когда безумный жрец Гаур попытался создать Анти-Разум, он схватил близнецов и Тену. Кро возглавил группу Девиантов и Героев по найму, чтобы спасти своих детей и возлюбленную. Позже Тене и остальным Вечным пришлось сражаться с Апокалипсисом и выдавать себя за группу супергероев.

### Потеря памяти и «Последствия»
В комиксе «Вечные» 2006 года Тена стала обычной женщиной, выйдя замуж за Томаса Элиота, родив сына и став исследователем в Stark Enterprises. Тена, Серси и Маккари не помнили своего прошлого из-за действий Спрайта. Воссоединение четырёх Вечных вызвало восстановление их сил. Используя обретённые способности, Тена освобождает себя и других Вечных из плена. После этого ей стали сниться ночные кошмары, в которых она была бессмертной и с лёгкостью боролась с Девиантами. Проснувшись во время одного из таких снов, она вновь обрела свой костюм и полные способности. Вечные, вспомнив своё прошлое, прибыли в Сан-Франциско, чтобы разобраться со Спящим Целестиалом. Они поняли, что не могут остановить Целестиала (поскольку запрограммированы защищать его) и оставили его в покое. Затем Вечные отправились на поиски своих сородичей, чтобы вернуть им воспоминания.
В итоге Тена продолжила заботиться о своём родном сыне Томасе Эллиоте.

### Смерть
Когда последнее воинство Целестиалов прибыло на Землю, Тена вместе со всеми Вечными покончила с собой, осознав истинную цель, для которой они были созданы.

## Силы и способности
Тена — представитель расы сверхлюдей, известных как Вечные. Она обладает сверхчеловеческой силой, скоростью, выносливостью и ловкостью. Тена способна манипулировать космической энергией для увеличения жизненной силы, неуязвимости и бессмертия. Она может стрелять энергией из своих глаз или рук. Тена обладает полным контролем над своей физической формой. Она способна левитировать и, таким образом, летать со сверхчеловеческой скоростью и перестраивать молекулярную структуру объектов, создавая иллюзии.
Тена одарена интеллектом, поскольку училась у величайших Вечных и человеческих учёных на протяжении всей своей жизни. Она постигла много областей знаний как у Вечных, так и у людей. Однако Тена также и хороший воин, она прошла обширную подготовку в рукопашном бою и может использовать различные виды высокотехнологичного оружия.
Тена обладает особым костюмом из неизвестного вещества. В бою она использует лук, испускающий «холодную энергию», и энергетическое копьё, окружающее противника тепловым кольцом.

## Другие версии

### MC2
В комиксе «Мстители: Поколение» №2 выясняется, что в альтернативной реальности у Тора была дочь Тена, обладавшая силами отца.

## Вне комиксов

### Киновселенная Marvel
- Анджелина Джоли сыграла Фину в фильме киновселенной Marvel «Вечные» (2021)[28][29][30]. Эта версия персонажа страдает от Мад Ви’ри, состояния, которое, по мнению Вечных, вызывают накопленные за многовековую жизнь воспоминания. Позже выясняется, что Мад Ви’ри — это результат неудачного стирания памяти, которое проводится Вечным после завершения каждой миссии по рождению Целестиала и уничтожению «материнской» планеты. У Фины сильная связь с Гильгамешем, и после его убийства Девиантом Кро, Фина сражается с Кро и убивает его, не давая впитать свои силы. Позже вместе с другими Вечными она формирует Уни-Ум, что позволяет остановить пробуждение Целестиала Тиамута и не допустить уничтожения Земли[31][32].

### Телевидение
- Лиза Энн Бели[англ.] озвучила Тену в анимационном сериале «Рыцари Marvel: Вечные»[33].